# Harold W. Kuhn
Pour les articles homonymes, voir Kuhn.
 (août 2022).
Harold William Kuhn (né à Santa Monica le 29 juillet 1925, et mort à New York le 2 juillet 2014 ) est un mathématicien et économiste américain.
Professeur à l'Université de Princeton, il publie plusieurs livres dont les livres fondateurs Nonlinear programming avec Albert Tucker en 1951, puis Contributions to the Theory of Games en 1976. Il reçoit le prix de théorie John von Neumann avec Albert Tucker en 1980.